# 阴底彝族苗族白族乡
阴底彝族苗族白族乡是中华人民共和国贵州省毕节市七星关区下辖的一个民族乡。

## 行政区划
阴底彝族苗族白族乡下辖以下村级行政区划单位：
阴底村、箐口村、高潮村、先锋村、对河村、踏石朗村、马场村、大丰村、红星村、治中村、罗雄村和路朗村。